# Biblioteca Central d'Alemanya per a cecs
La Biblioteca Central d'Alemanya per a cecs (en alemany, Deutsche Zentralbücherei für Blinde), abreujada DZB, és una biblioteca pública per a persones amb deficiència visual que es troba a la ciutat de Leipzig, Saxònia, Alemanya. La seva col·lecció, que posseeix 72.300 títols, es troba entre les més grans dels països de parla alemana. La institució consisteix en una biblioteca de préstecs, una casa editorial i un centre d'investigació per a una comunicació sense barreres. També posseeix instal·lacions per a produir llibres braille, audiollibres, i música braille. La DZB publica uns 250 títols de llibres nous cada any. Fundada al 1894, la DZB és la biblioteca per a cecs més antiga d'Alemania.

## Història
Una associació privada, la Societat per a la Obtenció de Llibres amb Lletra Gran i Oportunitats Laborals per a cecs (en alemany, Verein zur Beschaffung von Hochdruckschriften und Arbeitsgelegenheit für Blinde zu Leipzig), va ser creada a Leipzig al 1894 per proporcionar literatura i ocupació a les persones amb discapacitat visual. La seu d'aquesta associació es va establir a la casa d'un llibreter i va esdevenir la primera biblioteca per a cecs de l'Imperi Alemany. Poc temps després, la societat creà la seva pròpia editorial i una impremta. Una fundació de caritat, l'Associació per promoure la Biblioteca Central d'Alemanya per a cecs (en alemany, Verein zur Förderung der Deutschen Zentralbücherei für Blinde), va ser creada al 1916. Per aquesta època comptava amb més de 5.000 volums braille i tenia uns 1.200 usuaris freqüents.
Després de la Primera Guerra Mundial, la quantitat d'usuaris va augmentar en gran manera i cap a 1926 la DZB tenia 3.500 usuaris. La Gran Depressió va obligar a la biblioteca a implementar mesures d'austeritat, reduint el seu pressupost i acomiadant treballadors. El 1935 la DZB es va mudar a les oficines de la casa editorial Druckhaus Klepzig sobre Täubchenweg a Leipzig. Aquest edifici va ser destruït durant el bombardeig de Leipzig a la Segona Guerra Mundial al desembre de 1943 i a conseqüència d'això es van perdre més de 30.000 llibres. El poc que es va poder salvar de la col·lecció es va reubicar en un lloc alternatiu a Döbeln al 1944.